# Librairie LGBT
Les librairies LGBT sont des librairies spécialisées dans la promotion et la vente de livres, magazines et autres documents liés à la communauté LGBT.
Ces librairies offrent un espace sûr et inclusif pour les personnes LGBT et leurs alliés en exposant des œuvres créées par et pour la communauté LGBT. Elles jouent un rôle important dans la visibilité et la représentation des minorités sexuelles et de genre, en leur offrant un lieu de rencontre et un tiers-lieu.

## Histoire

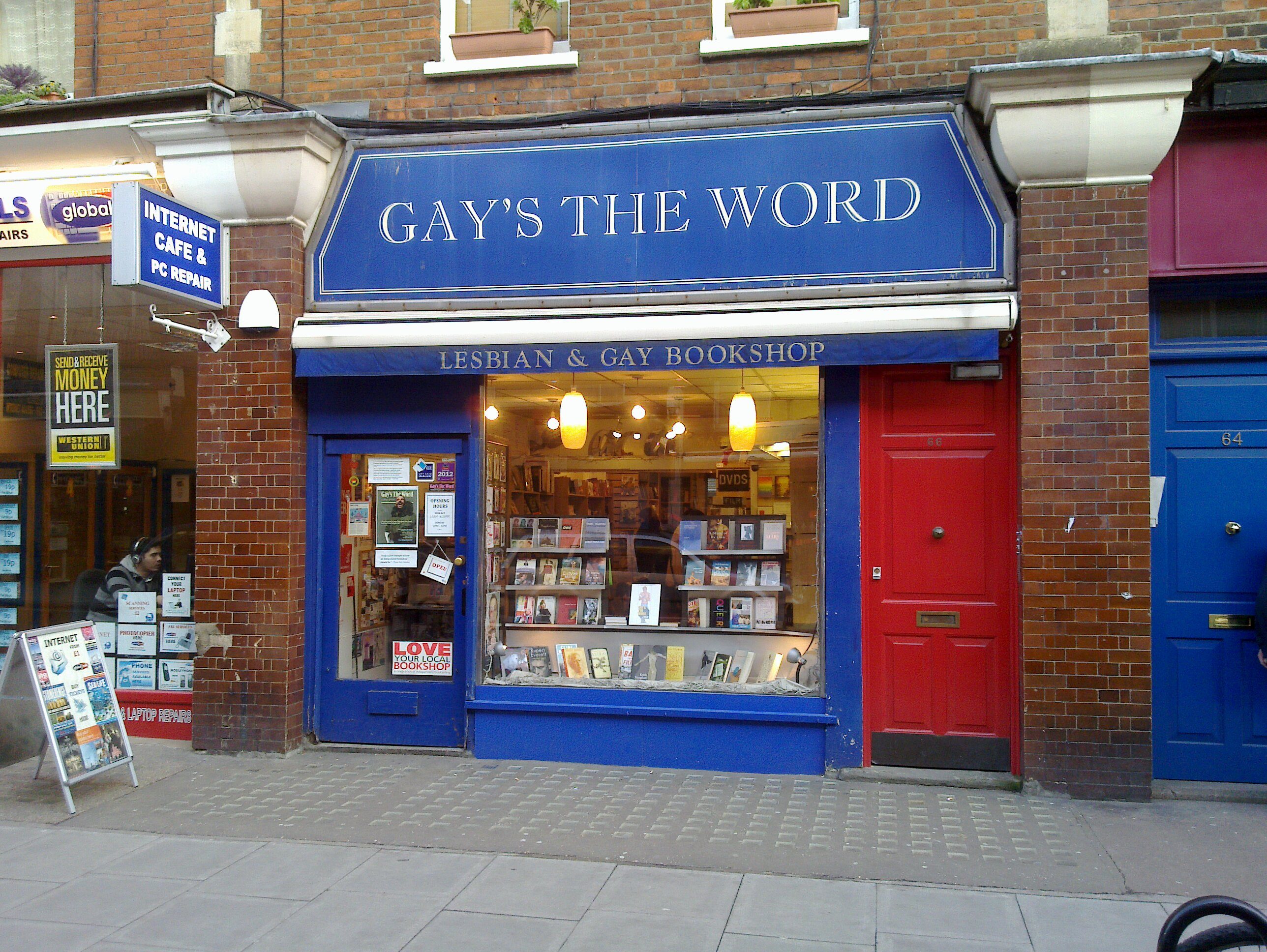
Les librairies LGBT, telle qu'ici la librairie de Londres, jouent un rôle prépondérant dans la diffusion de la littérature LGBT

Dans les années 1970, de nombreuses librairies LGBT ouvrent dans les mondes anglophone et francophone, tels que L'Androgyne à Montréal en 1973, Giovanni's Room à Philadelphie et Gay's the Word (en) à Londres en 1979.

### En France
Si au début des années 2000, l'existence d'un rayon gay et lesbien est établi comme fonctionnement normal des libraires anglo-saxonnes et allemandes, ce n'est pas le cas en France : Anne et Marine Rambach témoignent d'une sélection invisible, où des livres de littérature LGBT sont regroupés, tels qu'Avant la nuit de Reinaldo Arenas, Kinsey 6 de Didier Lestrade, Garçon manqué de Nina Bouraoui et Ainsi soient-ils de Neil Bartlett, sans pour autant que leur appartenance commune à la littérature LGBT soit explicitée. Cette invisibilité pousse des maisons d'édition à être explicitement LGBT, que ce soit dans leurs illustrations de couvertures, leur description (« roman lesbien » pour décrire l'œuvre de Cy Jung par KTM), leur collection (« Le Rayon gai » pour Balland) ou carrément dans leurs noms : éditions gaies et lesbiennes, GaiKitchCamp.

#### Les Mots à la bouche
En 1980 ouvre à Paris la librairie Les Mots à la bouche,.
En 2019, à la suite de la gentrification, du quartier et la montée des prix impliquant une hausse du prix du bail commercial, la librairie Les Mots à la bouche s'installe finalement au 37, rue Saint-Ambroise (Paris 11e) et change de modèle économique pour devenir en 2021 une SCOP.

#### Violette and Co

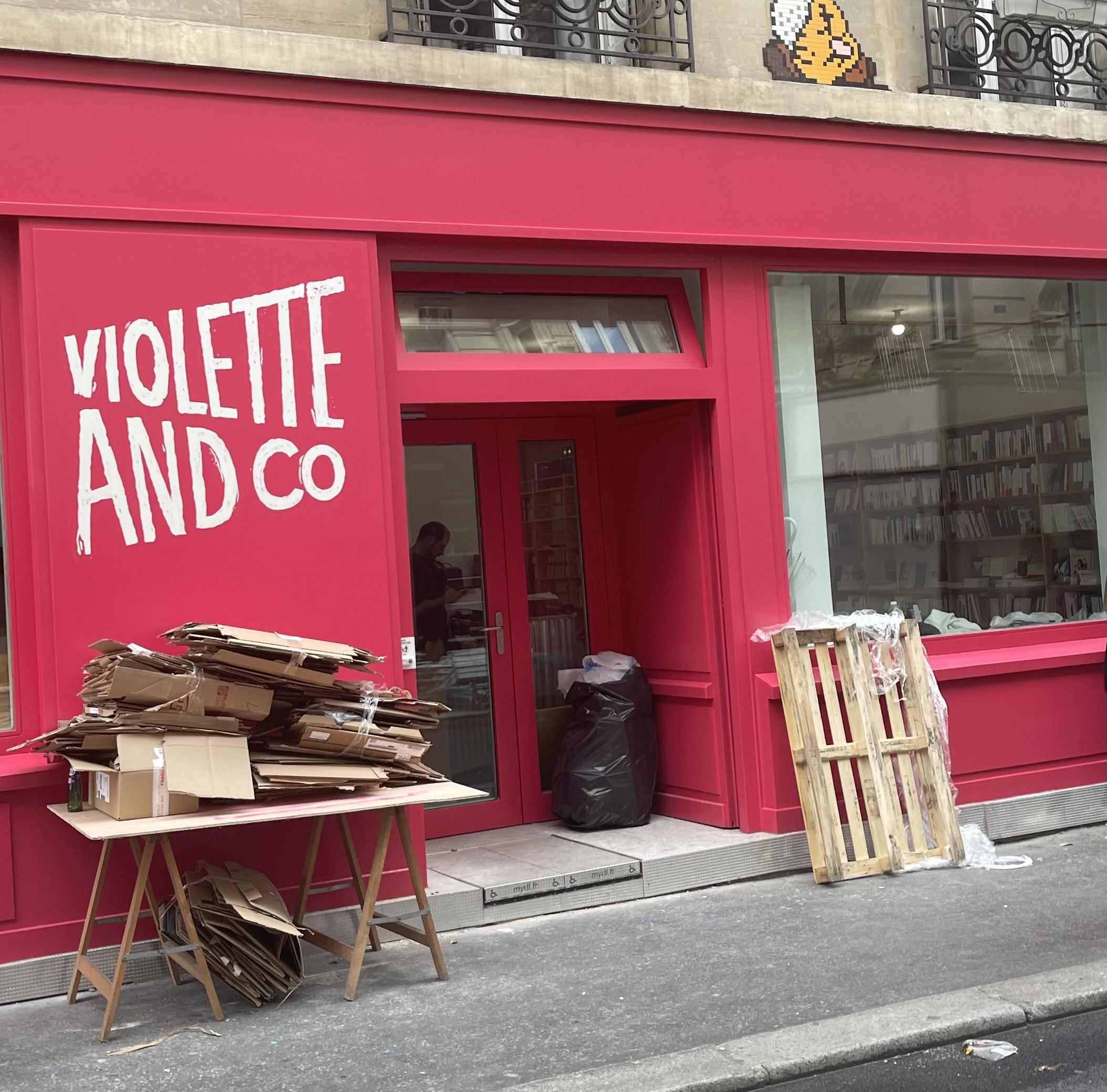
Vitrine de la librairie Violette and Co.

En février 2004, Catherine Florian et Christine Lemoine fondent la librairie Violette and Co, spécialisée dans les écrits lesbiens, féministes et LGBTQIA+, située 102 rue de Charonne,,.
La reprise de la librairie se fait par le collectif Violette and Coop constitué de 6 personnes, qui organise un financement participatif afin de réunir les fonds nécessaires à la reprise de la librairie en mars 2022,. Le nouveau local est situé 52 rue Jean-Pierre Timbaud dans le 11e et la réouverture a lieu le 13 octobre 2023,.

## Répressions

### En Hongrie

#### Condamnation et amende contre la librairie Lira
En juillet 2023, la chaîne de librairies hongroise Lira est condamnée à une amende de 32000 euros pour avoir vendu le webcomic britannique Heartstopper, qui met en scène une relation homosexuelle, sans l'emballer dans un film plastique,. Cette vente contrevient à la loi de 2021 sur la « promotion » de l'homosexualité,.
Le 8 février 2024, l'amende est retirée à la suite d'un procès dans lequel la librairie énonce une « virgule manquante » qui rend la formulation « vague »,. Le texte de loi dispose que « tous les produits destinés aux enfants qui représentent l’homosexualité doivent être commercialisés séparément des autres produits uniquement dans un emballage scellé ». Sans virgule devant le mot « uniquement », la phrase hongroise signifie ainsi que seuls les livres conservés « séparément » doivent être emballés dans un film transparent.

### En France

#### Agressions contre la librairie Le Failler à Rennes
En juin 2024, la librairie Le Failler à Rennes subit plusieurs dégradations et agressions contre les employés pour avoir déployé des drapeaux arc-en-ciel LGBT à l'entrée.